# Municipio de Wilders
El municipio de Wilders (en inglés: Wilders Township) es un municipio ubicado en el  condado de Johnston en el estado estadounidense de Carolina del Norte. En el año 2010 tenía una población de 18.083 habitantes.

## Geografía
El municipio de Wilders se encuentra ubicado en las coordenadas 35°42′32.56″N 78°20′41″O / 35.7090444, -78.34472.